# Report on the Plants collected during Mr. Babbage's Expedition
Report on the Plants collected during Mr. Babbage's Expedition (abreviado Rep. Pl. Babbage's Exped.) es un libro ilustrado con descripciones botánicas que fue escrito por el médico, destacado botánico, y geógrafo alemán Ferdinand von Mueller. Se publicó en el año 1859.